# Charles Édouard Beltrémieux
Charles-Édouard Eugène Beltremieux est un homme d’affaires, un homme politique et un naturaliste français, né le 13 mai 1825 à La Rochelle et mort le 22 décembre 1897 dans cette même ville.

## Biographie
D'une famille rochelais de négociants et armateurs, Charles Édouard Beltrémieux est le fils de Joseph Paul Beltremieux, agent de change et conseiller de préfecture, et le petit-fils de l'architecte Charles-Étienne Grandvoinet.
Après avoir suivi ses études de droit, il entre dans la carrière d'agent de change dans sa ville natale.
Membre de la Société des sciences naturelles de la Charente-Inférieure en 1846, il en prend la direction en 1871 et contribue considérablement à son développement. Il est l'adjoint de Charles Marie d'Orbigny (1770-1856), conservateur du muséum régional. Il lui succède en 1854 et dirige l’établissement après sa fusion, en 1895, avec le muséum de Clément Lafaille (1718-1782) de La Rochelle
Correspondant du Muséum national d'histoire naturelle, il dirige en 1897 l’Académie de La Rochelle.
Il est maire de La Rochelle de 1871 à 1874 puis de 1876 à 1879 et vice-président du conseil général en 1880. .

## Hommages
- Parc animalier Charles-Edouard Beltrémieux, à La Rochelle

## Liste partielle des publications
- Description des falaises de l'Aunis (imprimerie A. Siret, La Rochelle, 1856).
- Faune du département de la Charente-Inférieure (imprimerie de G. Mareschal, La Rochelle, 1864).

## Source
- Jean Dhombres (dir.) (1995). Aventures scientifiques. Savants en Poitou-Charentes du XVIe au XXe siècle. Les éditions de l’Actualité Poitou-Charentes (Poitiers) : 262 p.  (ISBN 2-911320-00-X)